# Gynoid
A gynoid (ejtsd: [günoid], a görög γυνη, güné – nő szóból) egy humanoid robot, ami egy nőre hasonlít, ellentétben az androiddal, ami egy férfira. A kifejezés nem gyakori és az android szó mindkét „nemű” robotra utalhat. A fembot (female robot – nő robot) szót is használják.

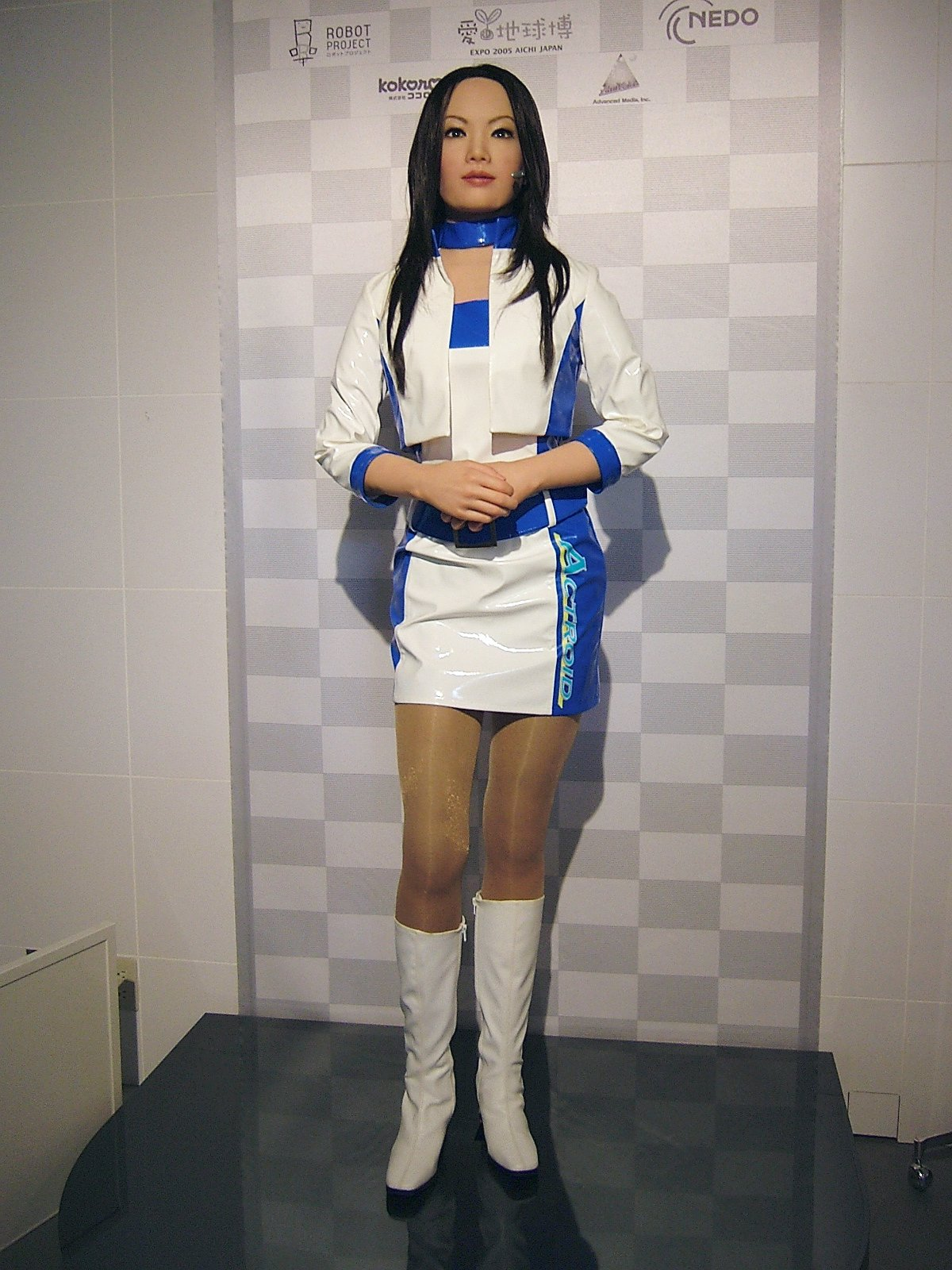
Egy Actroid az Expo 2005-ön Aicsiban

## A való életben
Az első gynoidot a brit Sex Objects Ltd gyártotta. Ennek 36C volt a neve a mellének mérete miatt. Későbbi gynoidok:
- Project Aiko japánul és angolul képes beszélni. Tizenháromezer euróba kerül.[8]
- EveR-1[9]
- Actroid Hirosi Isiguro tervezte.[10]
- HRP-4C[11]
- Meinü robot[12][13]

## A képzeletben
Mesterséges nőkről már az ókori görög feljegyzéseiben is lehetett hallani. Manapság a sci-fi művekben lehet velük találkozni. A sci-fiben a női robotok gyakran háztartási alkalmazottak vagy szexuális rabszolgák, ellentétben a férfi robotokkal akik általában harcosok vagy gyilkosok.
A gynoid szót Gwyneth Jones találta ki 1985-ös Divine Endurance című novellájában.